# Bokor Palace Hôtel

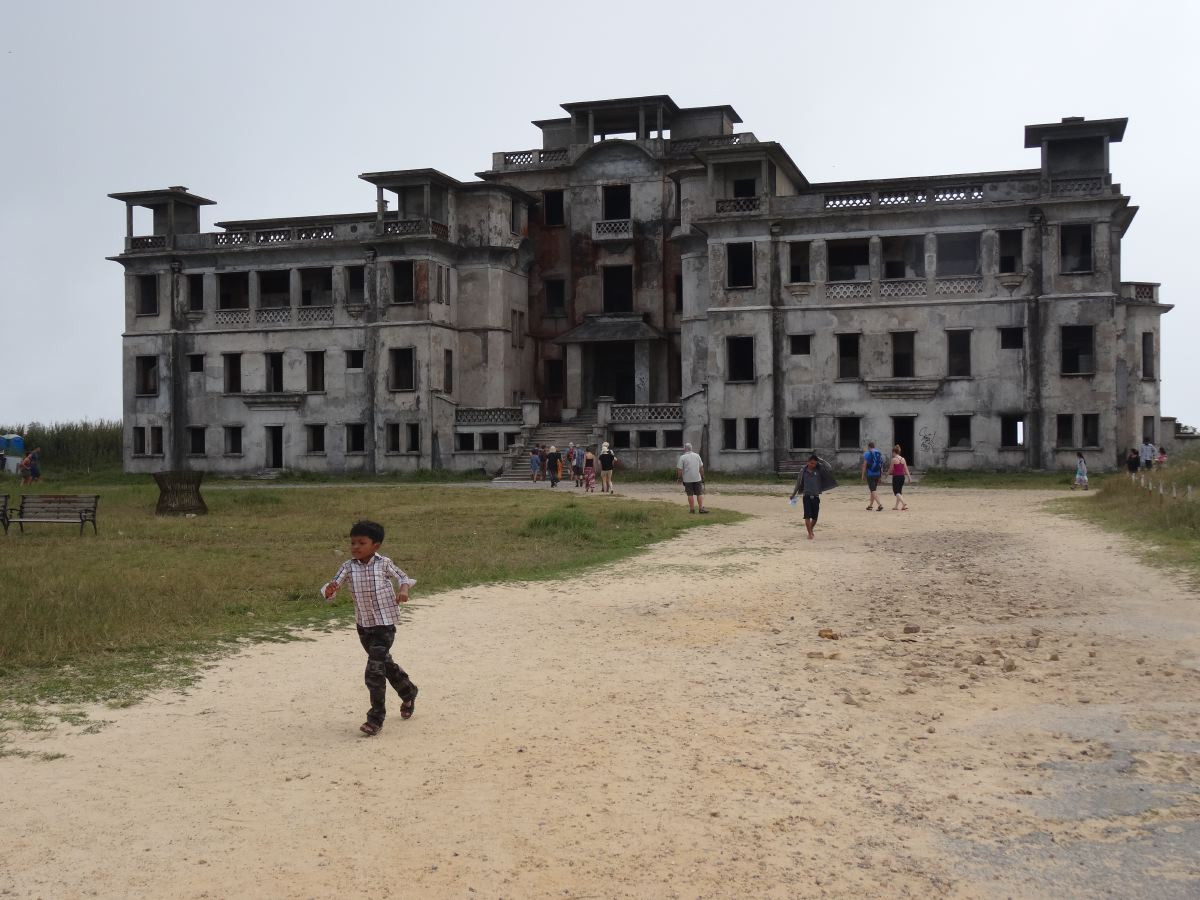
La façade nord.

Le Bokor Palace Hôtel est le principal vestige de l'ancienne station d'altitude de Bokor, dans la province de Kampot au Cambodge. Le choix d'un emplacement à 1 000 mètres d'altitude dans un lieu isolé correspondait au besoin de fournir aux colons fatigués par le climat des plaines des conditions climatiques leur évitant des rapatriements vers la métropole.
Inauguré le 14 février 1925, le jour de la saint Valentin, le modeste projet d'hôtel de santé, devenu un palace de style art déco, domine le golfe du Siam.
Abandonné et incendié une première fois à la fin des années 1940, il est rénové en 1962 par le roi Norodom Sihanouk. Contrairement à la légende, le palace n'a jamais été un casino. La confusion a été entretenue par l'ouverture d'une salle de jeu dans un nouvel hôtel, l'Hôtel Sangkum, construit en 1962. Le casino est rapidement transféré à la station balnéaire de Kep en 1964.
La prise du plateau du Bokor par les Khmers rouges en 1972 conduit à un nouvel abandon du site. Les ruines du Bokor Palace ont servi de cadre à la scène finale du film City of Ghosts (2002) ainsi qu'à la majeure partie de l'action du film sud-coréen R-Point (2004). En 2012, le bâtiment bénéficie d'une première rénovation dans le cadre de la troisième occupation de cette station climatique française d'Indochine par un projet pharaonique de complexes de loisir.

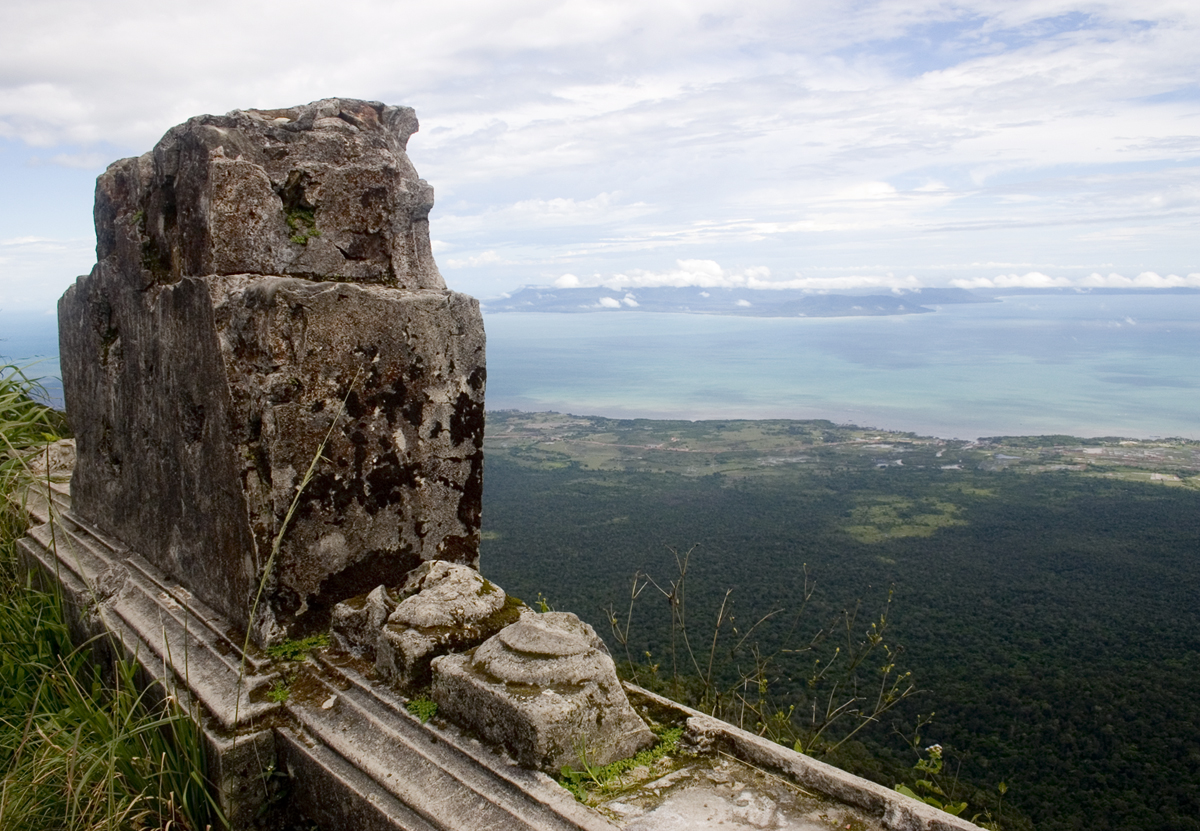
La vue depuis la terrasse du Bokor Palace.

## Histoire
Le projet de création d'une station de santé sur cette hauteur inhabitée du Cambodge est lancé par le Résident supérieur Baudoin en 1912. Installé sur un plateau sauvage et tourmenté à quelques kilomètres de la mer à vol d'oiseau, le site est choisi pour la beauté de son panorama sur le golfe de Siam et ses îles.
Débutée en 1917, la route conduisant au mont Bokor est achevée en 1919.

### «Un sanatorium converti en palais de luxe»
Le 18 novembre 1919, les travaux de construction sont concédés à la société Boy, Fermé & Cie pour la somme de 160 000 piastres à charge de bâtir sous 8 mois « un bungalow, un chalet pour le résident supérieur et un bureau des postes et télégraphes sur la station d'altitude de la montagne de l'Éléphant au lieu dit « Bockor » ». De 1920 à 1922, les travaux du « bungalow » de Bockor sont interrompus par le départ du Résident supérieur Baudoin.
Nommé gouverneur général de l'Indochine par intérim, François-Marius Baudoin change la nature du projet. Le directeur du tourisme du gouvernement général André Lochard transforme le modeste projet hôtelier initial du service de la Résidence du Cambodge en un véritable palace. L'architecte F. Gilles de l’Inspection générale des travaux publics en dessine les plans. Les constructions déjà réalisées sont démolies. De nombreux dépassement de budget seront observés. À lui seul le palace coutera 311 872 piastres.
De nombreuses critiques s'élèvent quant aux dépenses entreprises et sur le choix d'un des sites les plus pluvieux d'Indochine (5 à 6 m/an), régulièrement envahi par le brouillard. Le palace sera surnommé la "Folie Baudoin".

### L'affaire du Bokor
Entre 1917 et 1924, neuf cents à deux mille prisonniers de droits communs périssent pendant la construction de la route d'accès et des bâtiments de l'hôtel. En 1921, un rapport commandé par le ministère des Colonies établit le nombre de morts à 881. En 1925, au cours du procès de l'Affaire du Résident Bardez, un avocat déclare « sur ce palace, on a oublié de faire flotter le drapeau noir portant comme emblème un crâne et deux tibias entrecroisés. » La Cour d'appel jugea également que « le protectorat du Cambodge n’a pas reculé devant la cruelle disproportion entre le nombre élevé de décès dans la main-d’œuvre et l’importance plutôt faible de l’objectif poursuivi, à savoir la construction d’un hôtel ; qu’enfin nos couleurs nationales flottent mieux à l’aise là où les bienfaits de la paix française apparaissent plus nettement que sur le chemin de Bokor… » Le scandale est relayé à l'Assemblée nationale par le député communiste Marcel Cachin en 1927.

### Inauguration fastueuse
Le palace est inauguré le jour de la saint Valentin, le 14 février 1925, par une grande fête qui débute par une revue en deux actes intitulée « Mont'la d'ssus » qui narre les étapes de la réalisation de la station, suivie d'un bal avec orchestre. Le souper d'inauguration donné pour 120 personnes ne débute qu'à une heure du matin. On y déguste de la poularde Bella-Vista et des fraises chantilly du Val d'Émeraude, la station agricole du Bokor. Les danses ne se termineront qu'à 4 heures du matin.
Pour parfaire la réputation de l'établissement et à l'occasion de l'inauguration de l'Hôtel Beau-Site (l'annexe pour budget modestes du palace), le directeur M. Joannot organise la venue pour le week-end de Pâques 1925 d'un troupe d'opéra de Saïgon de passage à Phnom Penh. Les deux établissements affichent complet.

### Réussite architecturale
Le bâtiment de style art déco, influencé par les débuts du modernisme, est entièrement construit en béton. C'est un édifice imposant à trois niveaux, d’une architecture palladienne, robuste, agrémentée de terrasses et de pergolas superposées de style italien. Le visiteur est accueilli, au nord, par une façade sobre et ordonnée. Du côté sud, le bâtiment est organisé pour le plaisir de la vue sur le golfe du Siam au moyen d'un avant-corps en saillie, surmonté d'une terrasse.
L'ameublement est confié par l'administration à l'architecte Sabrié, diplômé des beaux-arts résidant au Tonkin (actuel Vietnam).
Un article de 1925 en décrit l'intérieur : « Autour d’une grande salle centrale, munie d’une cheminée monumentale — où l’on fait réellement du feu certains jours — le Bokor-Palace groupe d’élégants petits salons, une vaste salle à manger et 18 grandes chambres munies de tout le confort moderne, —même de calorifères électriques ! Ces chambres débouchent sur de grandes terrasses et pergolas d’où l’on jouit, par temps clair, d’une vue splendide sur le magnifique golfe de Siam. »

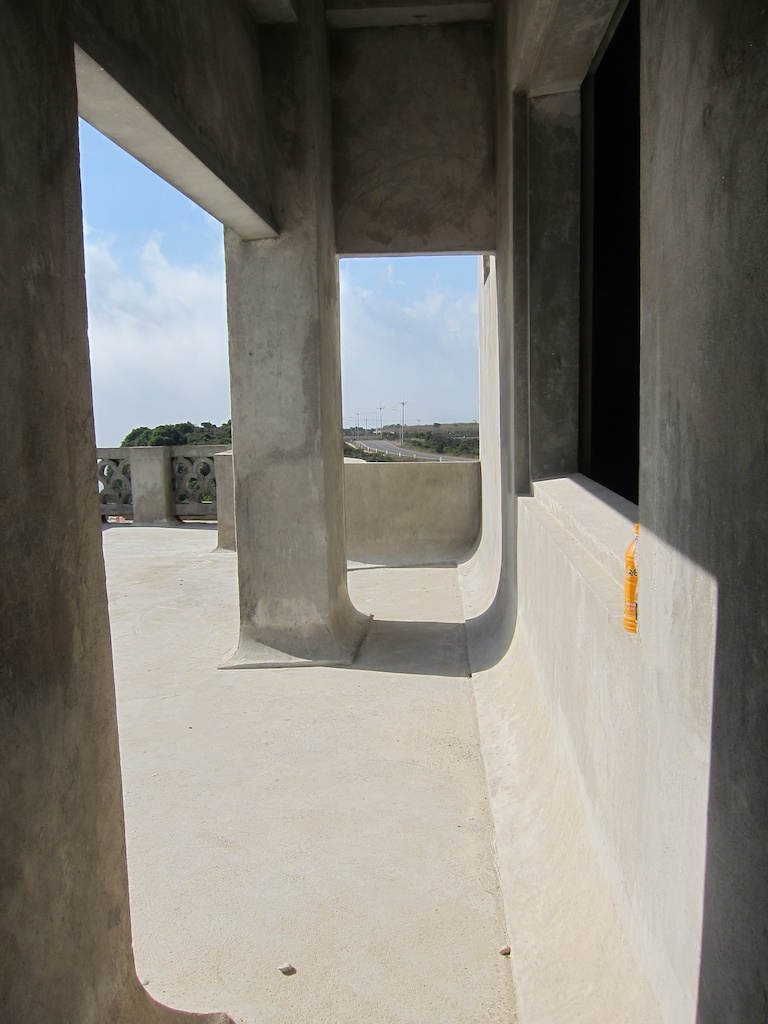
Galerie de la terrasse à l'étage.
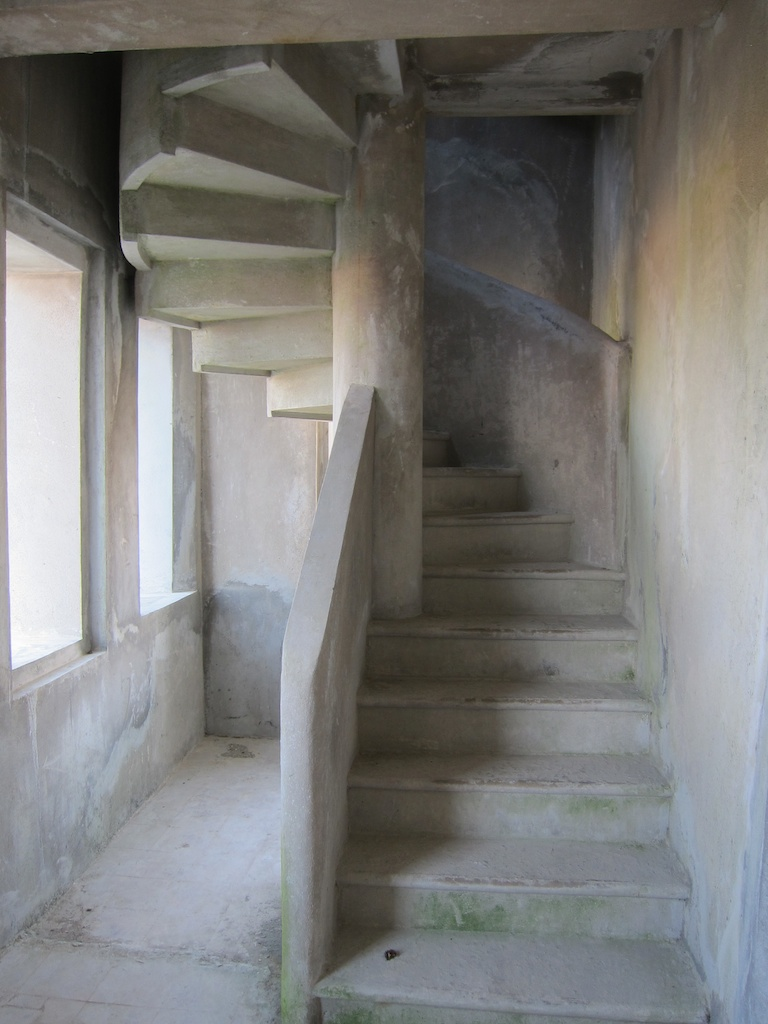
Escalier en béton.
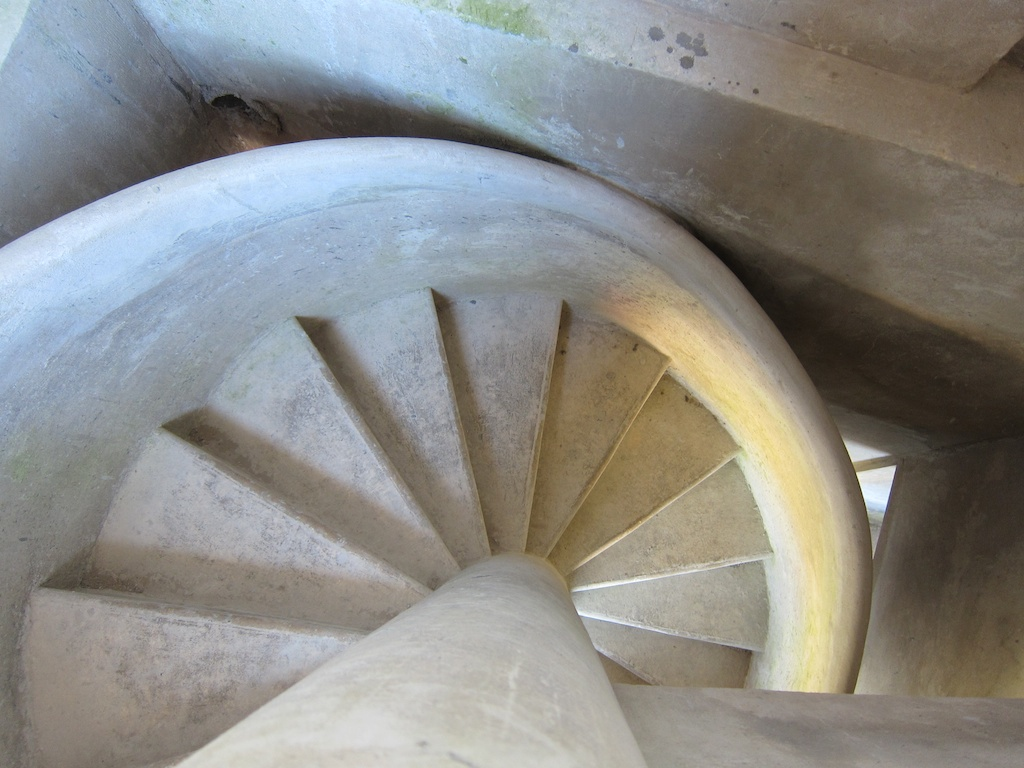
Escalier.
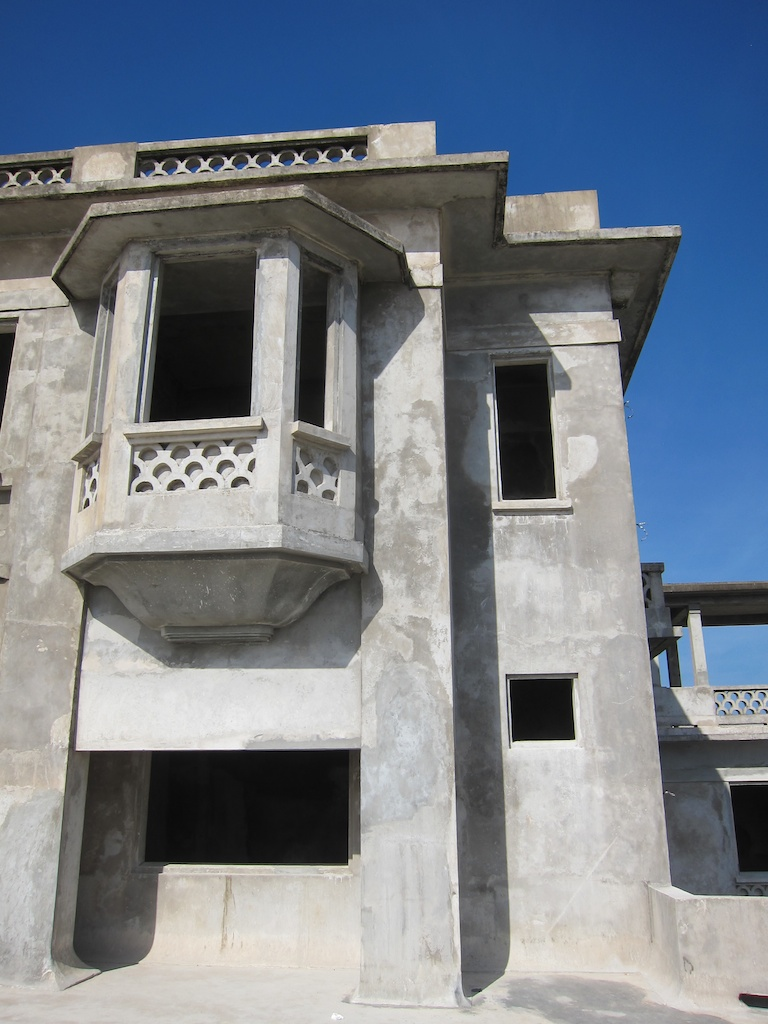
Façade.
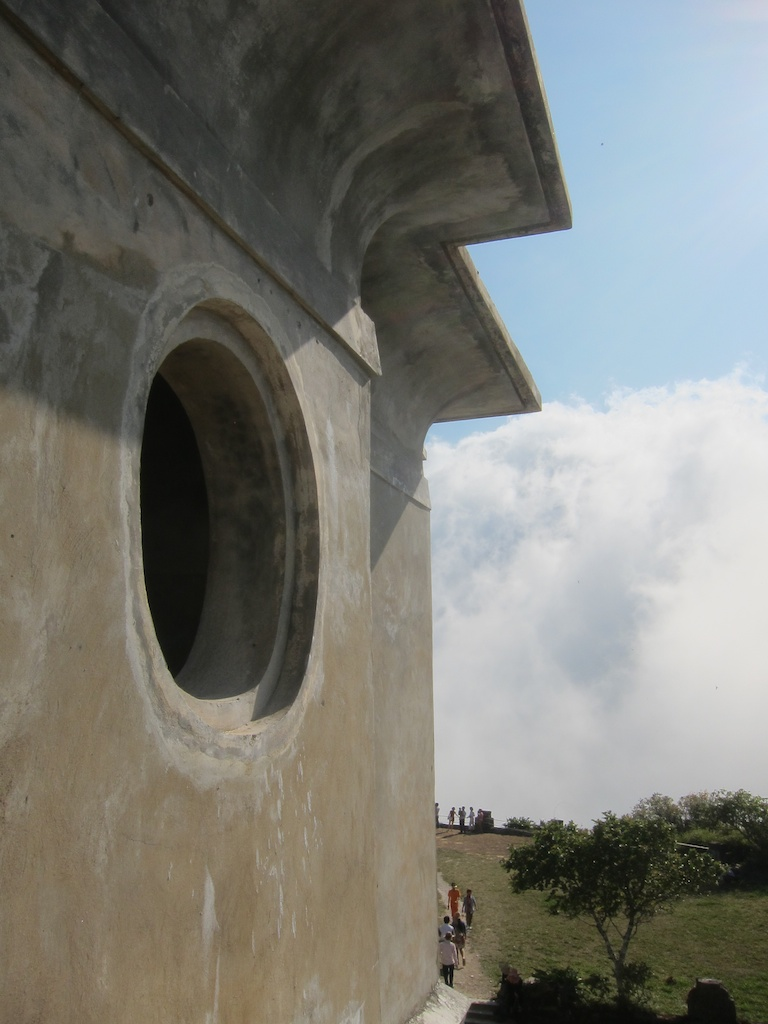
Œilleton en ogive.
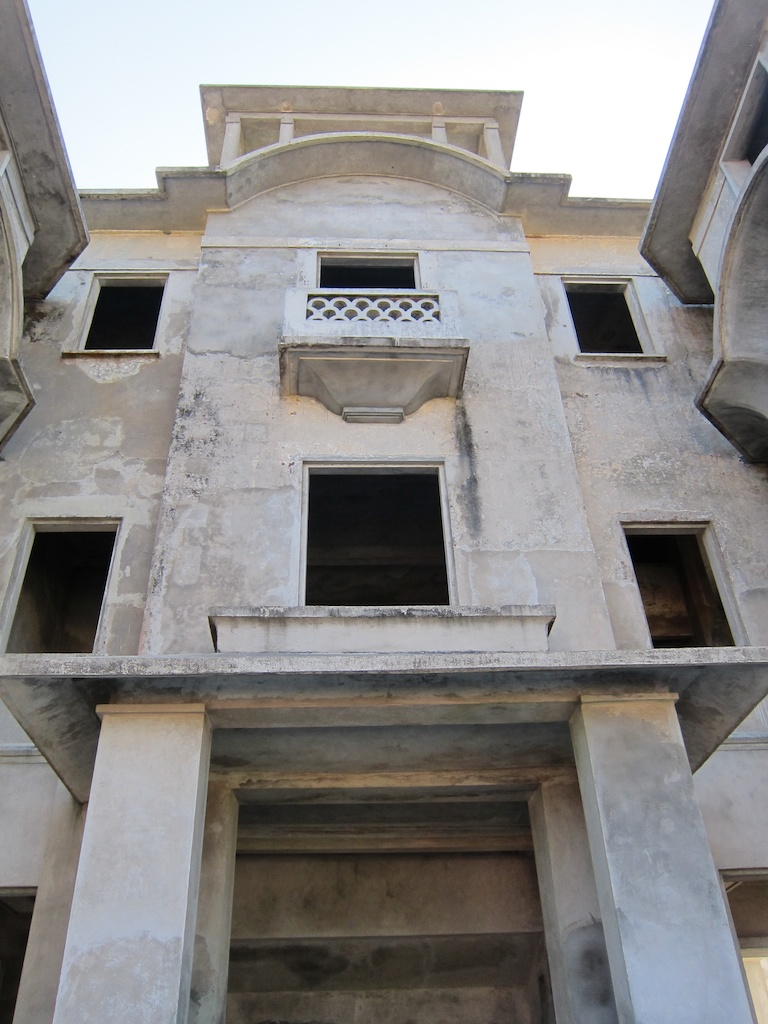
Entrée sur la façade nord.
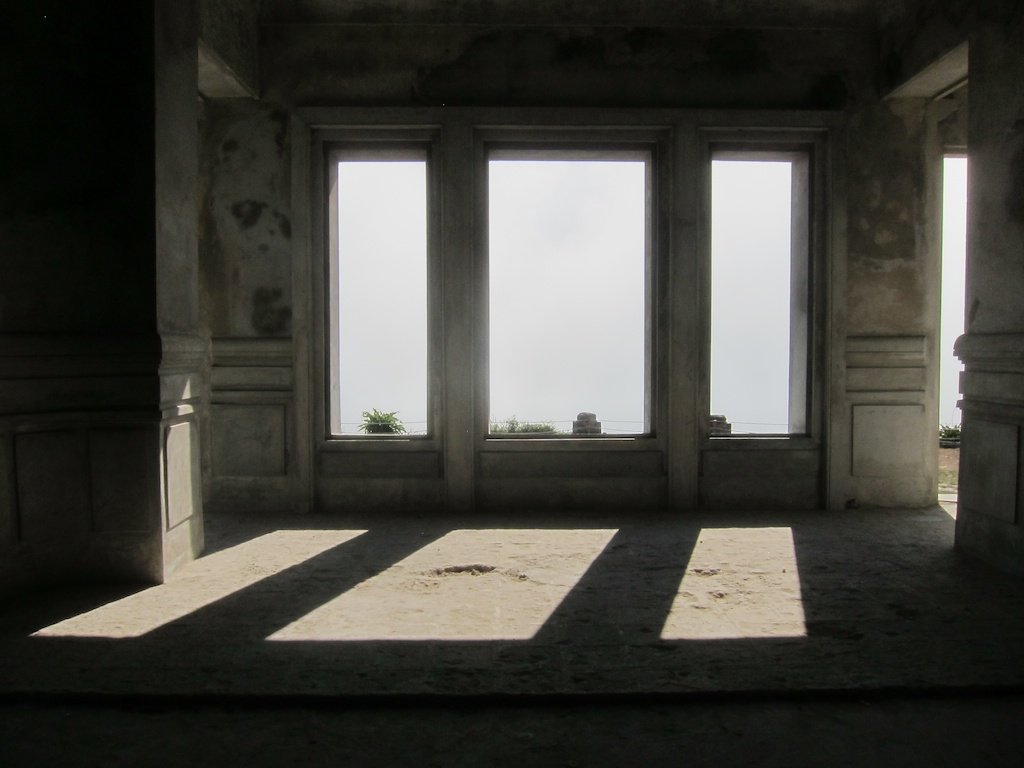
Vue sur le golfe de Siam.
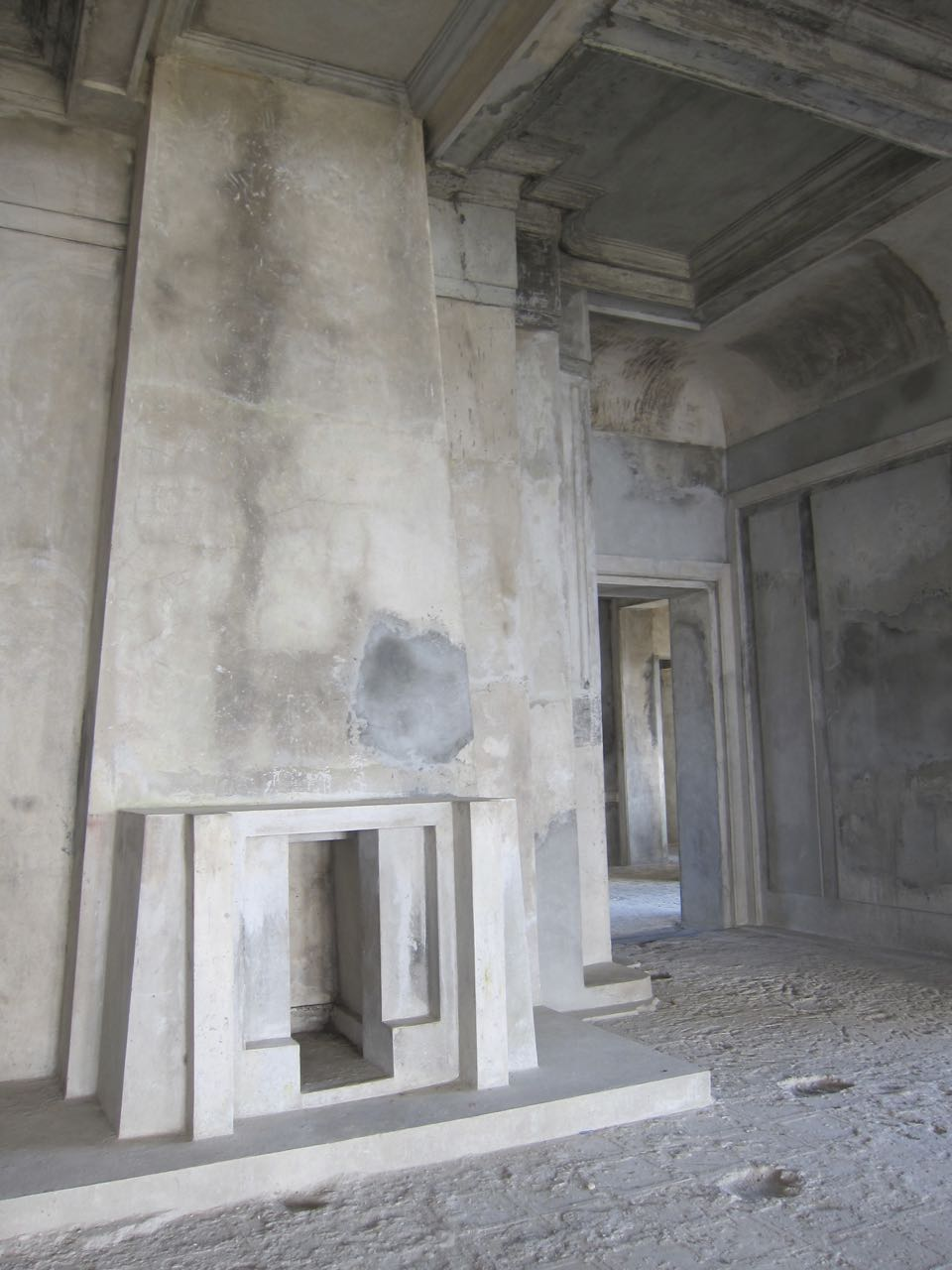
La cheminée du Bokor Palace.
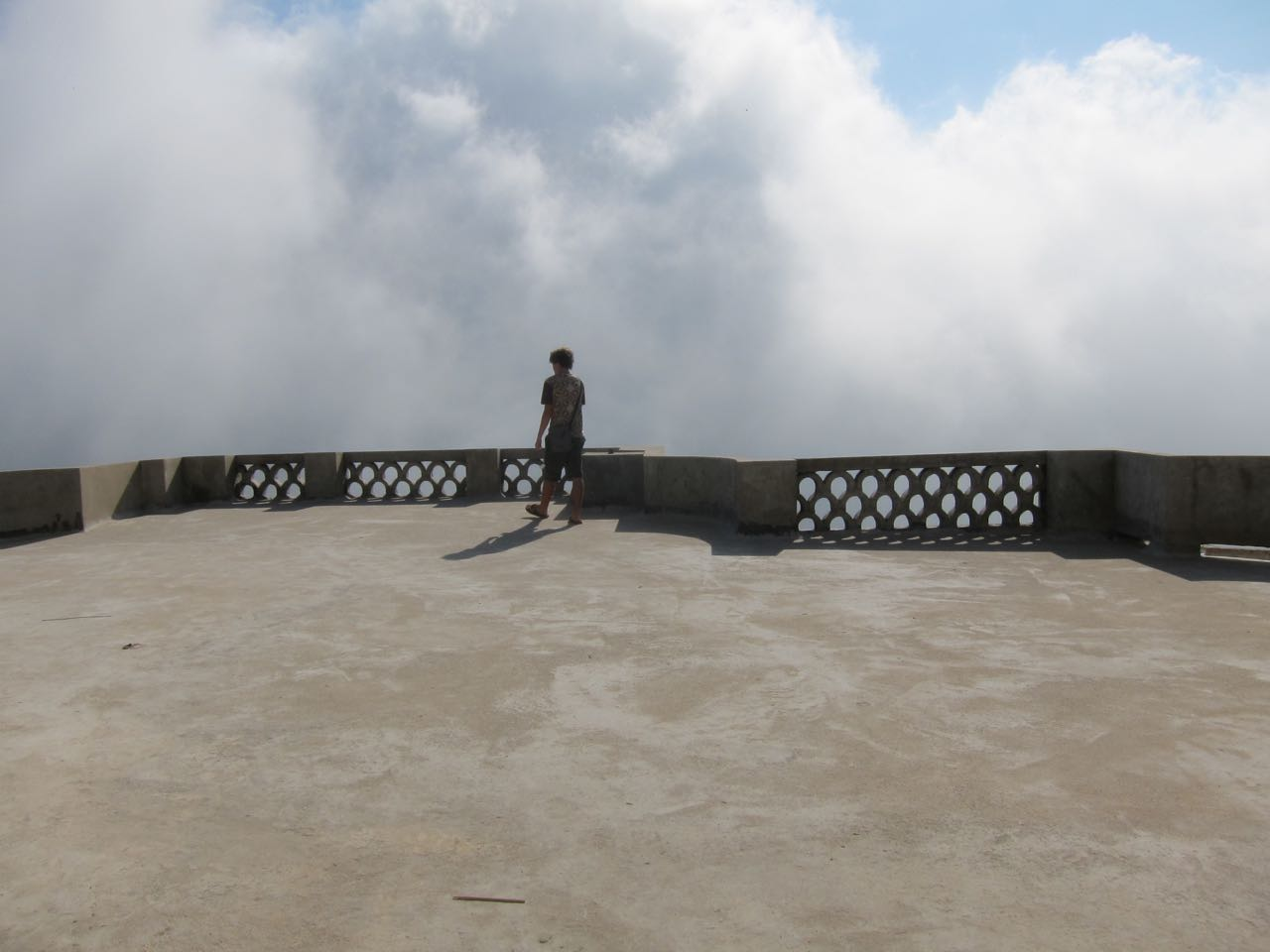
Terrasse dans les nuages.

#### Une terrasse dominant la côte
« Face à la salle d’honneur, une grande terrasse semi-circulaire, avec plates-bandes, domine la mer de 1.052 mètres ; elle permet aussi d’admirer à loisir un des panoramas les plus beaux du monde: 60 kilomètres d’un littoral très pittoresque, appelé ici, et à juste raison, « Côte d’Opale » et « Côte d’Émeraude », depuis Bella-Vista la bien nommée jusqu’au fin fond de la baie de Réam. »

#### L'Hôtel Beau-Site
L'ensemble de bungalows provisoires ouvert en 1922 est annexé au palace sous le nom d'Hôtel Beau-Site. Ces quatre pavillons de bois renfermant chacun cinq chambres à coucher avec eau et électricité qui accueillaient malades et touristes avant l'ouverture du palace proposent des tarifs plus modestes.

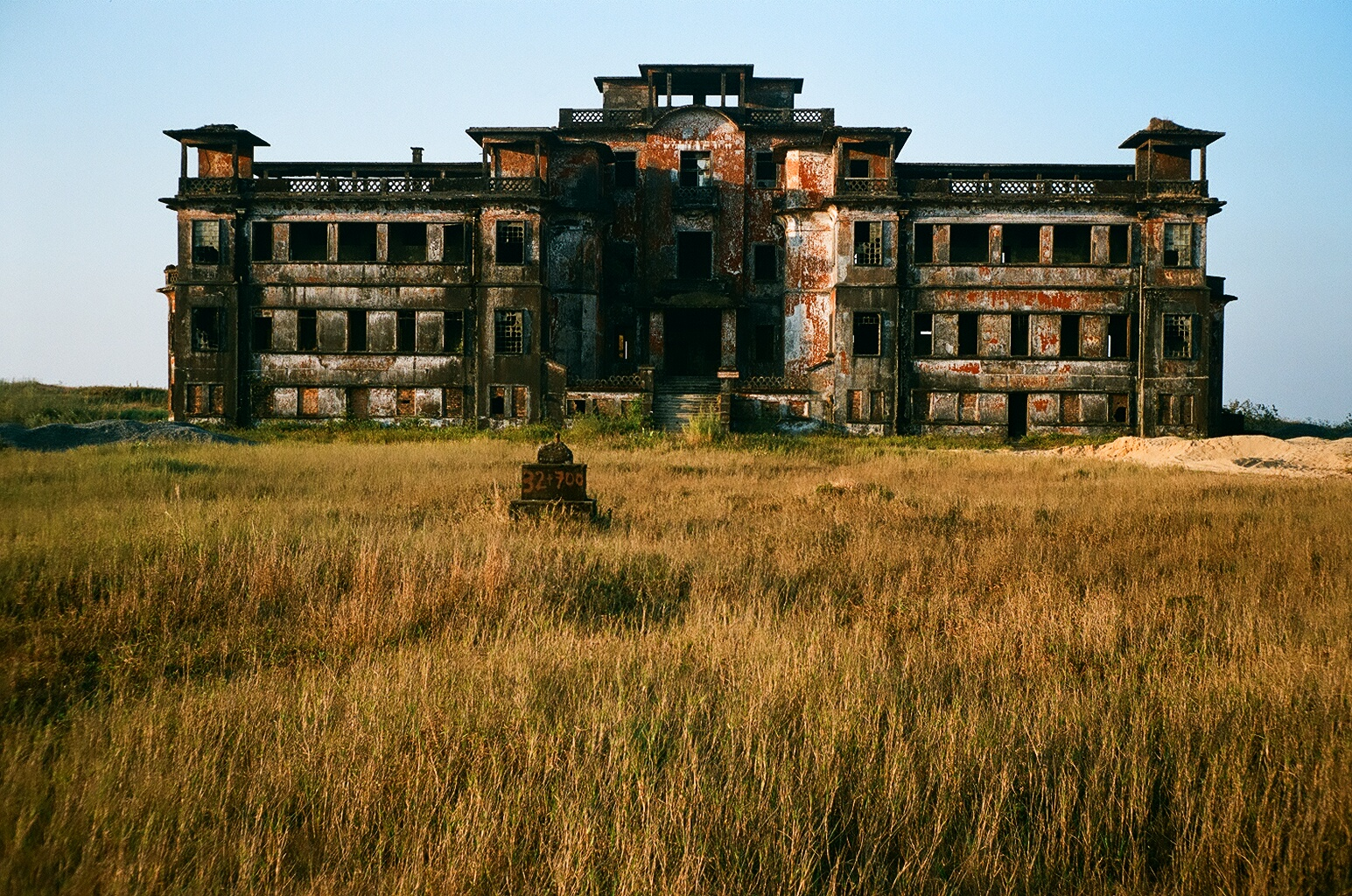
La façade nord recouverte de lichen orange avant la rénovation de 2012.

### Un échec commercial
Mais l'hôtel ne trouve pas sa clientèle. De nombreux facteurs expliquent cet échec.

#### Un brouillard tenace
La station n’est habitable qu’en saison sèche, pendant six mois au maximum. Même pendant cette période le brouillard reste un problème récurrent. « On vit ici sur la terre en vapeur et l’on prend soi-même, en quelques heures, le parfum du lieu et une couleur verdâtre de mauvais champignon » décrit l'écrivain français Paul Morand, en séjour au Bokor Palace. Il note que, « sur les murs, les taches d’humidité font des cortèges fantastiques. »

#### Un bâtiment régulièrement dégradé
À cause des pluies très importantes sur cette crête soumise à l'influence de la mer, les bâtiments se dégradent très rapidement. Dix mois à peine après son inauguration, des travaux de réfection doivent être entrepris afin d'accueillir la visite du gouverneur général Alexandre Varenne. Dans les années 1930, une rénovation complète de la façade sud fait disparaître le parement de pierre des deux premiers niveaux.

#### De nombreuses plaintes de la clientèle
L'administration reçoit des plaintes régulières des clients pourtant rares. Le docteur Simon déplore en 1928 l'état de décomposition avancé dans lequel est servi la nourriture. Il se plaint également des prix élevés et de l'eau de sa salle de bains qui allait de « la couleur de thé léger à celle du café turc »

#### Des concessionnaires qui se succèdent
En 1926, un an après son ouverture, la Société des Grands Hôtel Indochinois abandonne la gestion déficitaire du palace. L'hôtel reste fermé plusieurs mois. Il rouvre fin 1926. La gérance est à nouveau assurée par M. Joannot, directeur du Select Hôtel de Phnom Penh, mais pour le compte désormais de Jean-Marie Antonini, directeur des Affréteurs Réunis. L'hôtel est de nouveau fermé en 1928. Il rouvre le premier février 1929. Le cahier des charges de 1930 contraint à une ouverture de février à juin, un service minimum restant assuré à la mauvaise saison.
Dans les années 1940, il prend le nom d'Hôtel du Mont Bokor.

#### Un lieu délaissé
En novembre 1928, un chasseur de passage note de façon prémonitoire : "Toute cette cité, produit d'un rêve de mégalomane sombre dans l'isolement, s'effrite à la pluie et entre lentement dans l’oubli. Quinze ans encore, dix ans peut-être et le touriste ira visiter les ruines du Bockor. Le palace est fermé malgré la bonne saison et l'Administration est en procès avec son gérant fatigué d'attendre une clientèle impossible."
Et Paul Morand de conclure que « le Bokor Palace tient de la casemate du préau de prison, de l’école en vacances désertée même par le pion, de la caserne pendant les manœuvres ou du casino après la saison. »

### Premier abandon pendant la guerre d'Indochine
Dès le début de la première guerre d'Indochine en 1946, l'hôtel serait utilisé comme hôpital militaire. Il est rouvert en décembre 1947. Puis, difficile à défendre, la station d'altitude est abandonnée en 1950. Le palace est ravagé par une bande de rebelles Khmers issarak, « Le Dragon Noir ». Au cours des années 1950, la station d'altitude ne dispose plus ni d'eau ni d'électricité. « Jusqu’à la fin de l'année 1960, cette grande bâtisse, noircie par l’incendie, portes et fenêtres battants, ne reçut que visite de quelques touristes assez audacieux pour se risquer à affronter une roule ravinée par les eaux et que la jungle commençait d’engloutir. »

### Renouveau des années 1960
La nouvelle « Cité du Bokor » est inaugurée, une deuxième fois, en janvier 1962 par un prince Norodom Sihanouk « aussi effervescent que le champagne ». C'est à cette occasion qu'un casino s'ouvre à l'Hôtel Sangkum, près du réservoir, le Bokor Palace n'ayant jamais accueilli de salle de jeu contrairement à une légende tenace. L'afflux de joueurs du week-end permet néanmoins de remplir les chambres du palace.  
Géré par la « Société Khmère des Auberges Royales », il dispose alors de 22 chambres et de quatre appartements dans l'annexe avec confort moderne, d’un vaste salon avec bar, d’une grande salle de restaurant. L'entretien semble à nouveau négligé. L'hôtel souffre de la concurrence des deux hôtels à bas prix nouvellement construits près du réservoir (Hôtels Kiri et Sangkum). Les conditions climatiques n'ayant pas changé, la terrasse et les façades doivent être restaurées en 1965  après plusieurs mois de fermeture à la suite de la coupure de la route par les intempéries.
À la suite du renversement de Sihanouk en 1970, la station est de nouveau fermée au public.

### Combats des années 1970
En 1972, les Khmers rouges se rendent maîtres du plateau du Bokor. En 1979, après la libération, des soldats vietnamiens occupent le palace depuis lequel ils combattent pendant trois mois une unité Khmer rouge retranchée dans l'église catholique. Au cours des années 1980, l'insécurité règne sur le site.

### Après la paix, les ruines
Après les accords de paix de 1993, un bataillon de casques bleus français prend possession du bâtiment et y installe une station de télécommunication, profitant de sa situation géographique. 

### Un nouveau "Bokor Palace" pour 2018
En 2012, le bâtiment reçoit une première rénovation. La couche de lichen orange est nettoyée et les murs sont enduits de ciment gris. Fin 2017, les travaux reprennent pour une ouverture prévue au début de l'année 2018. Le nouvel établissement comptera 36 chambres et deux restaurants. Le projet inclut malheureusement la fermeture des pergolas du dernier niveau, au préjudice de l'intégrité architecturale de la façade nord.

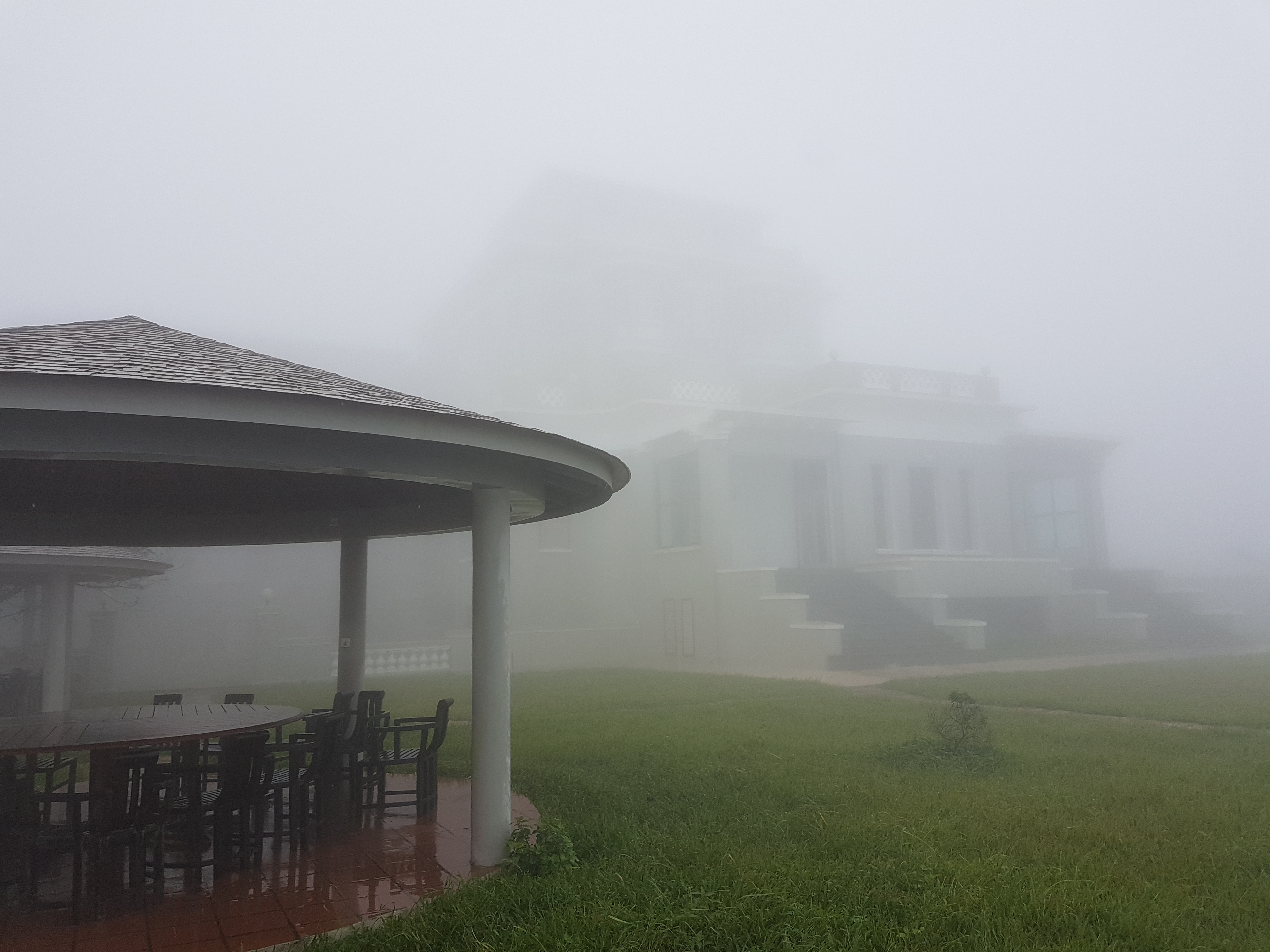
Bokor Palace Hotel après rénovation, dans le brouillard. Vue depuis le jardin, août 2018.

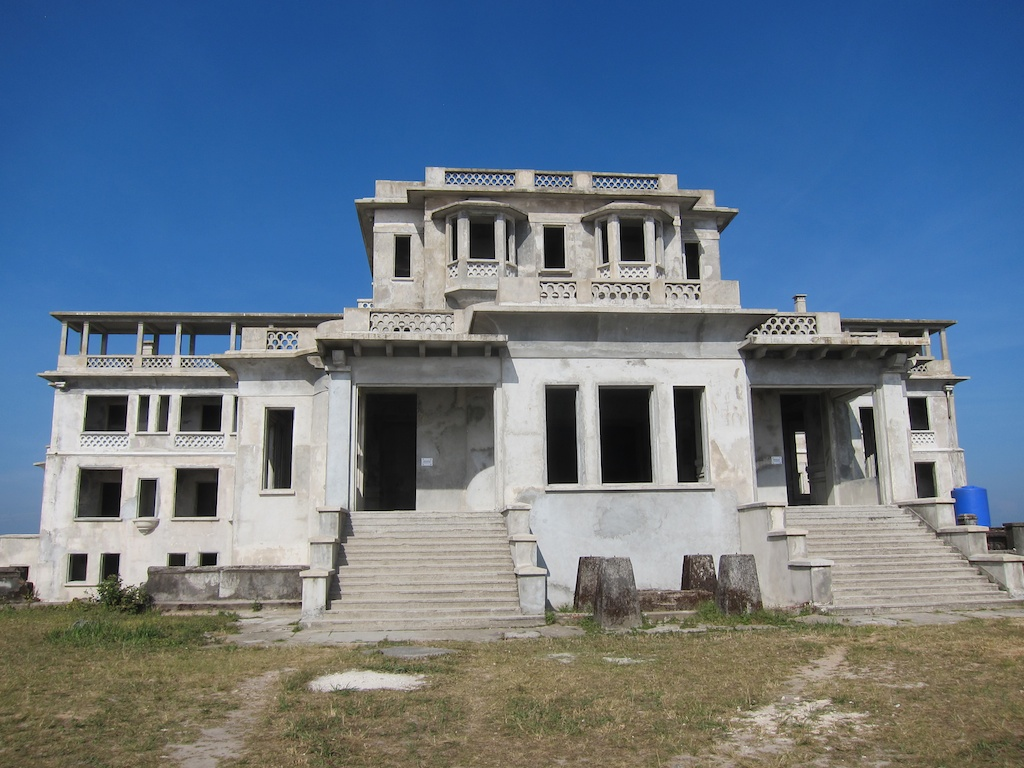
La façade côté mer en 2014.